# Валерий Волез
Вижте пояснителната страница за други личности с името Волуз.
Валерий Волез или Волуз Валерий (на латински: Valerius Volesus; Volusus, Valesus, Valesios) е патриций от Древен Рим през 7 век пр.н.е.
Името Valesios се преименува на Volesus, след това на Valesus или Volusus и на Valerus, през 6 век на Валезий и по-късно през 312 пр.н.е. на Валерий. Волезите са сабинци, които идват с Тит Таций (цар на сабините; † ок. 748 пр.н.е.) в Рим.
Прародител е на клон Волуз на фамилията Валерии. Той е баща на прочутия Публий Валерий Попликола, който е един от първите два консула на Римската република (четири пъти консул 509, 508, 507 и 504. пр.н.е.) и на Марк Валерий Волуз (консул 505 пр.н.е.), който е баща на Маний Валерий Волуз Максим (диктатор 494 пр.н.е.) и Луций Валерий Поцит (консул 483 пр.н.е.).
Неговите наследници през следващите векове са много уважавани в Рим. Единствено Валериите имат правото да погребват своите умрели в града, зад градските стени. Имат къща и постоянно гробно место с монумент на Велия.
Дворецът на фамилията му се намирал до късното имперско време на Целий. Имат и почетна ложа в Циркус Максимус.